# Етички маркетинг
Етички маркетинг подразумева укључивање појма етике у маркетингу у маркетинг процес. Укратко, етика у маркетингу се односи на филозофско испитивање, са моралне тачке гледишта, конкретних маркетиншких питања која се тичу моралног расуђивања. Етички маркетинг за резултат има пораст друштвене одговорности и већу културолошку осетљивост пословне заједнице. Успостављање маркетиншке етике може бити корисно друштву као целини, како краткорочно, тако и дугорочно. Етички маркетинг би требало да буде део пословне етике тако да маркетинг буде значајан део у било ком пословном моделу. Проучавање етичког маркетинга требало би да буде део примењене етике и подразумева испитивање да ли је производ или услуга искрено и уз чињенице представљена у оквиру културних и друштвених вредности.
Промовише квалитативне предности својим потрошачима, које друге сличне компаније, производи или услуге не препознају. Брига о етичким питањима, као што су дечији рад, услови рада, односи са земљама трећег света и проблеми заштите животне средине, променила је став Западног света према друштвено одговорном начину размишљања. Ово је утицало на компаније, а њихов одговор подразумева пласирање производа на друштвено одговорнији начин.
Све присутнији тренд фер трговине је пример утицаја етичког маркетинга. У "Анкети о индексу цена етичних купаца" (2009), фер трговина је била најпопуларнија етичка ознака коју производ може да има. Такође је откривено да многи потрошачи нису имали поверења у тврдње које се тичу проблема животне средине. (Идеја о фер трговини је да потрошачи плаћају гарантовану цену роба малој групи произвођача, произвођачи се слажу да плаћају поштене цене рада и очувају животну средину - прави договор за све.)
Филозофија маркетинга није изгубљена овим новим етичким аспектом, већ се нада да ће освојити лојалност купаца јачањем позитивних вредности марке, представљајући снажан бренд грађана. Међутим, овај нови начин размишљања ствара нове изазове за продавца 21. века, у смислу проналажења и развијања производа који ће имати дугорочну корист, а да се не умање квалитети производа које бисмо желели да он има.
Многи брендови су покушали да се представе као одговорни уз помоћ етике, тако што су извртали чињенице о заштити животне средине које су довеле до појма зелено прање (Види зелено прање). Приликом истраживања потрошачи су исказали још мање поверења у етичке тврдње у огласима него у обичним огласима. Медијска пажња посвећена етици довела је до тога да су многи врхунски брендови доживели бојкот од стране потрошача. Иако су многи брендови покушали да користе проблеме животне средине, у истраживању 2/3 потрошача је више вредновало етичке тврдње које се односе на људе, уместо на животну средину.
Етички маркетинг не треба мешати са владиним прописима који су ступили на снагу како би се побољшало благостање потрошача, као што је смањење емисије сумпор-диоксида ради побољшања квалитета ваздуха. Регулатива владе је правни лек који треба да ублажи или исправи етички проблем, као што је загађење ваздуха који сви делимо. Просветљени етички маркетинг наступа када компанија и тржиште препознају даљу добробит за човечанство које није повезано са оним који прописују владе или јавно мњење. На пример, Куп група не улаже новац у дуван, крзно, и све земље са репресивним режимима.